# Ӵ
La Che con diéresis (Ӵ ӵ; cursiva: Ӵ ӵ) es una letra del alfabeto cirílico. Su forma se deriva de la letra che (Ч ч Ч ч).
Se usa sólo en el alfabeto del idioma udmurto, donde representa la africada postalveolar sorda /tʃ/, como la pronunciación de ⟨ch⟩ en “chicken” en inglés. Es la trigésima letra de este alfabeto.

## Códigos de computación
| Carácter      | Ӵ                                         | Ӵ                                         | ӵ                                         | ӵ                                         |
| ------------- | ----------------------------------------- | ----------------------------------------- | ----------------------------------------- | ----------------------------------------- |
| Unicode       | LETRA MAYÚSCULA CIRÍLICA CHE CON DIÉRESIS | LETRA MAYÚSCULA CIRÍLICA CHE CON DIÉRESIS | LETRA MINÚSCULA CIRÍLICA CHE CON DIÉRESIS | LETRA MINÚSCULA CIRÍLICA CHE CON DIÉRESIS |
| Codificación  | decimal                                   | hex                                       | decimal                                   | hex                                       |
| Unicode       | 1268                                      | U+04F4                                    | 1269                                      | U+04F5                                    |
| UTF-8         | 211 180                                   | D3 B4                                     | 211 181                                   | D3 B5                                     |
| Ref. numérica | &#1268;                                   | &#x4F4;                                   | &#1269;                                   | &#x4F5;                                   |